# Fernando de la Jara
Fernando de la Jara (* 1948 in Lima, Peru) ist ein Künstler, der seit 1987 in Deutschland wohnt.

## Leben
Mit 17 Jahren wurde er von den Jesuiten seiner Heimatstadt mit der Anfertigung eines Freskos für eine Kirche beauftragt. 1968 machte er Studien im Atelier des spanischen Malers Manuel Viola (Grupo El Paso). 1971/1972 unternahm er eine Studienreise nach Europa, um sich mit der flämischen und venezianischen Malerei auseinanderzusetzen. 1973 bis 1977 lebte er in den Bergen seiner Heimat. In diesem selbstgewählten Exil bei den Indianern der Anden wollte er zumindest eine Zeit lang unabhängig von den Kunstgalerien und Zwängen des Marktes arbeiten.
1982 gründete er in Lima die Kinemathek „Julieta“. Im gleichen Jahr gewann er den ersten Preis beim nationalen Malereiwettbewerb in Ancón, Peru.
1984 bis 1986 lebte und malte er in New York City. 1987 kam er über das Angebot eines Forschungsauftrages an der Katholischen Universität Eichstätt nach Deutschland. Er arbeitet und lebt in Deutschland und Peru.

## Werk
Seine Werke – zumeist großformatige oder aus Einzelbildern zusammengesetzte Ölbilder, auch Fresken, Skulpturen, Installationen und Projekte, schließlich Lithographien und Zeichnungen – befinden sich in Privatsammlungen und im öffentlichen Raum des In- und Auslandes. Seine Bilder wurden und werden in großen internationalen Galerien ebenso wie in Einzel- und Gruppenausstellungen gezeigt. 2006 bekam er für das von EL Raphael komponierte mythische Musiktheater Oraculum Mundi ein Stipendium der Schweizer Stiftung Dr. Robert und Lina Thyll-Dürr. Zu den 16 musikalischen Szenen des Oraculum Mundi kreierte er die Bühnenbilder.
Fernando de la Jara ist Autodidakt. Seine surreal wirkenden, narrativen Bilder malt er in klassisch-realistischer Manier. Ein wichtiges Feld seines Schaffens sind Menschenbilder.
Skulpturen im öffentlichen Raum in Deutschland sind
- Minerva, 1999, eine Granitskulptur vor dem Max-Planck-Haus am Hofgarten in München, Granit „Cape Green“, Höhe 6 Meter;
- Pi Chacán, 2001, eine Marmorskulptur vor der Universitätsklinik in Tübingen, roter Veroneser Marmor, 32 Tonnen.

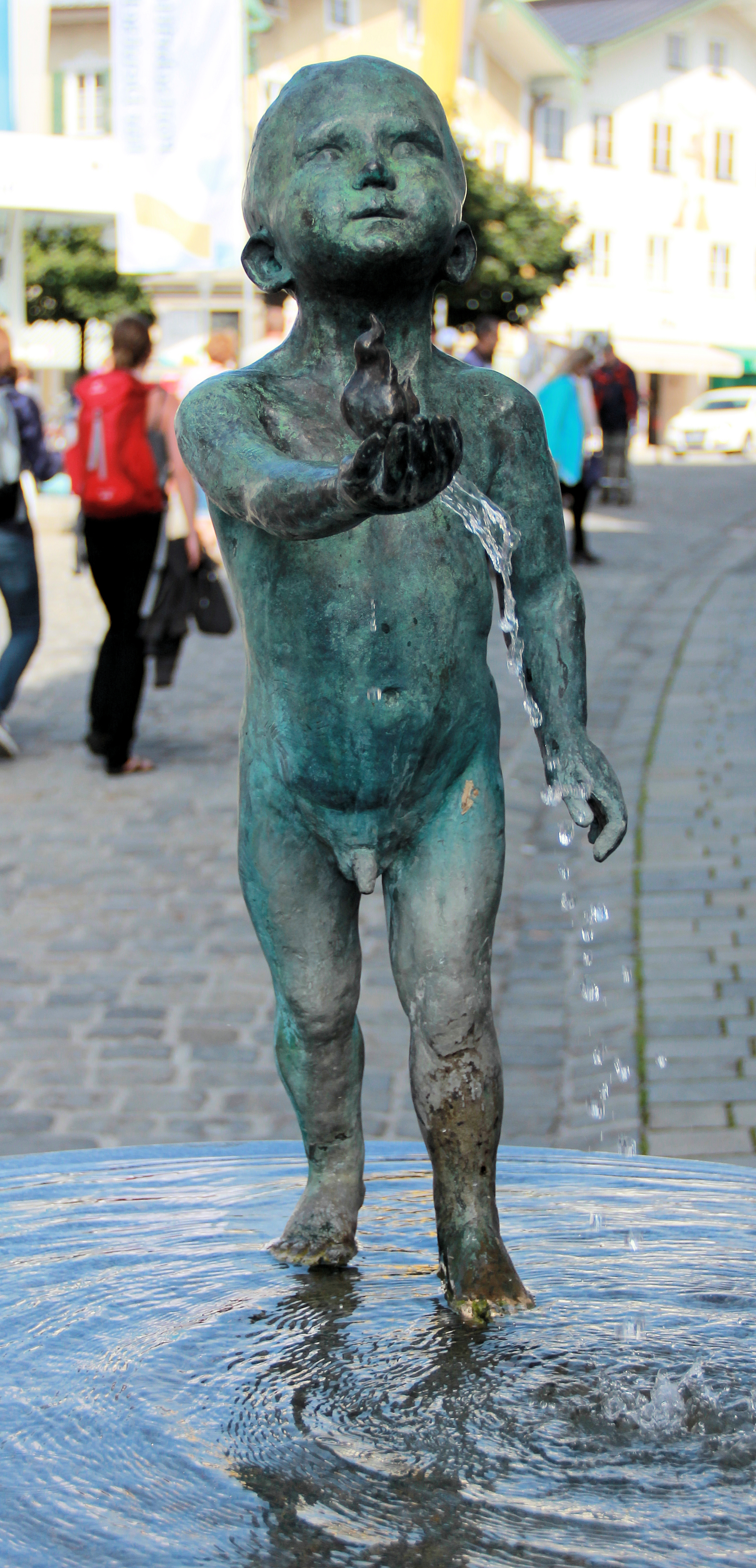
Plastik am Haus Marktstraße 44 in Bad Tölz
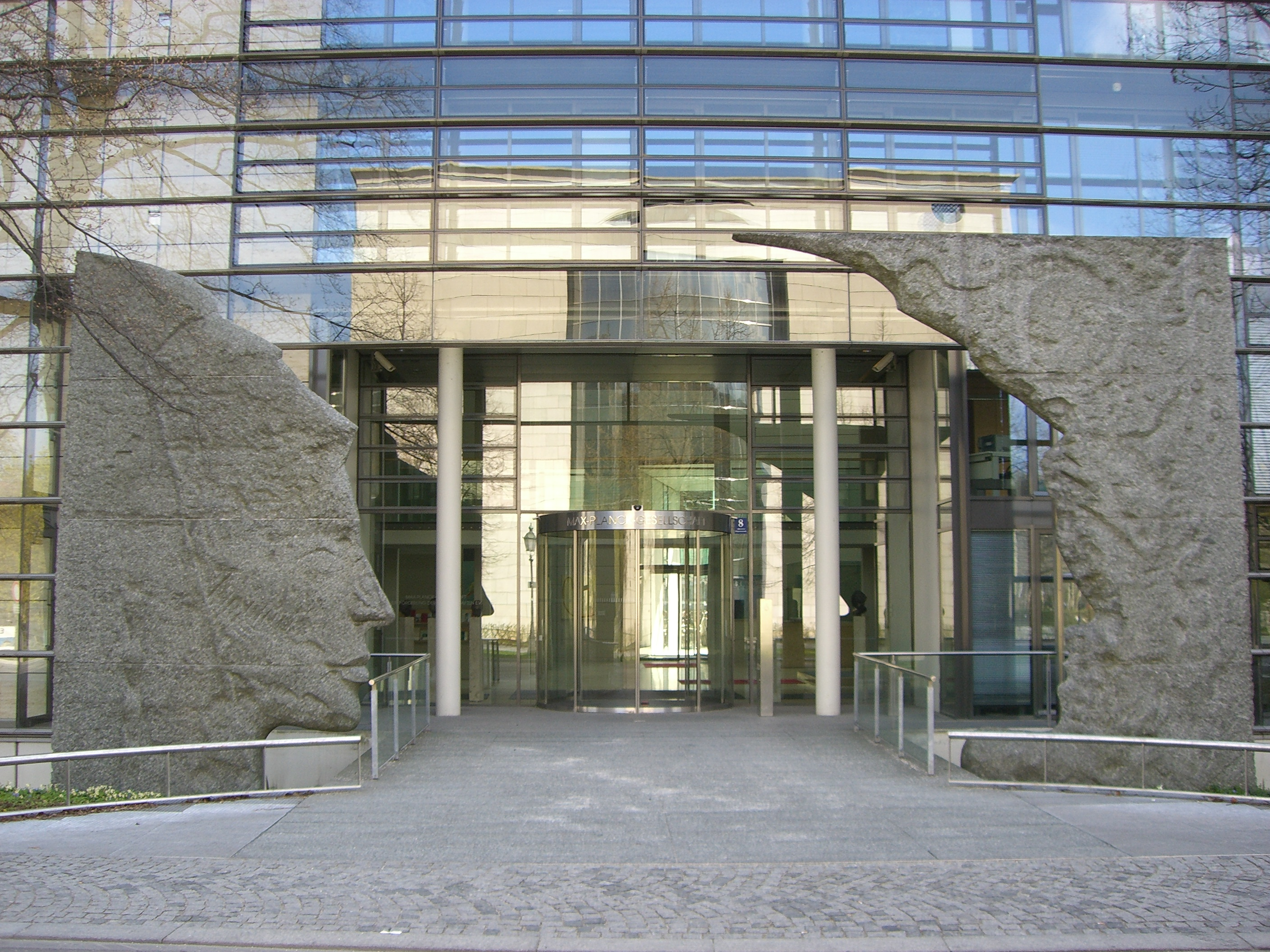
Skulptur der Minerva vor der Generalverwaltung der Max-Planck-Gesellschaft
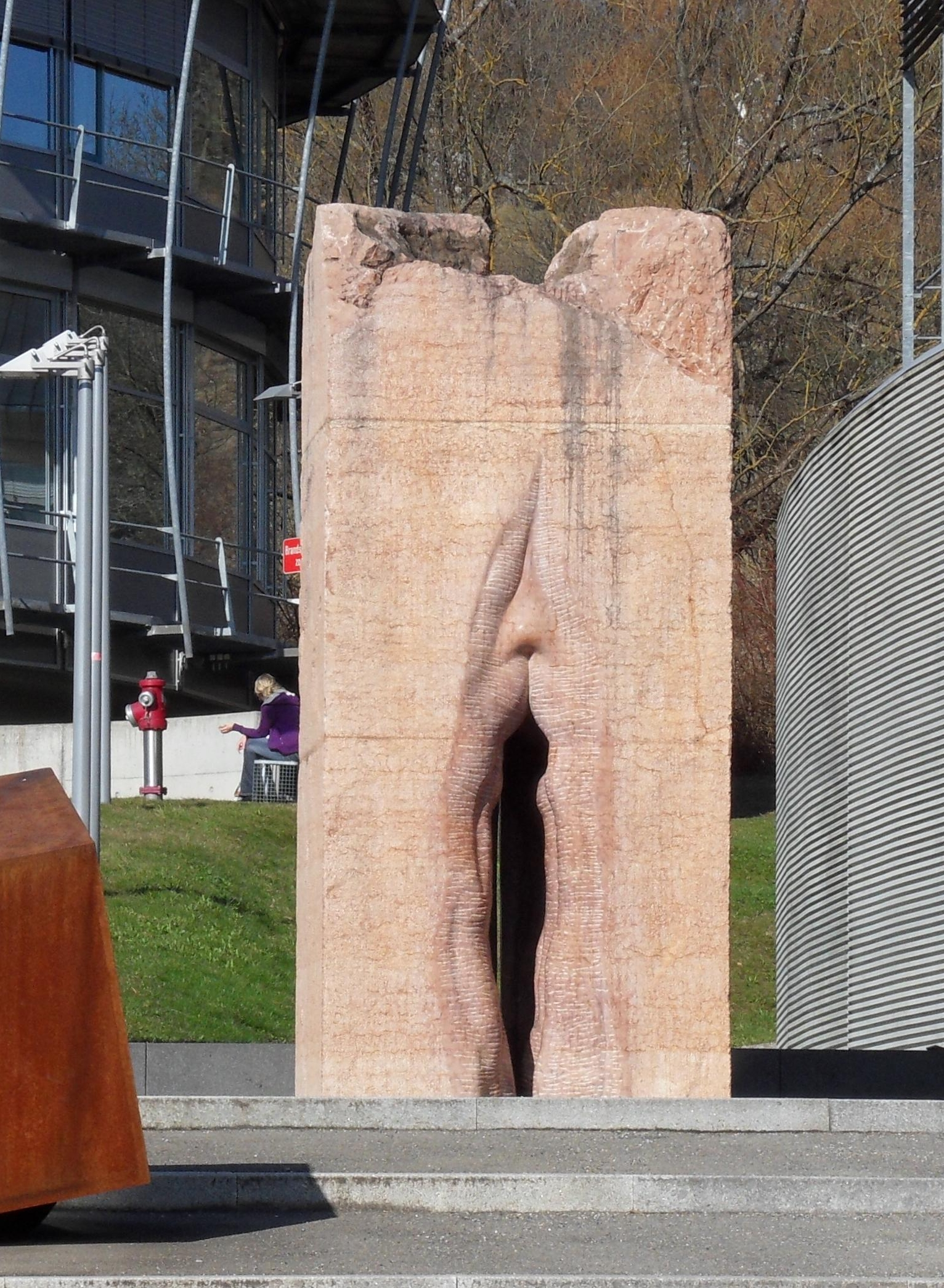
Pi Chacán in Tübingen

## Publikationen
- Fernando de la Jara. piunturas y dibujos. Textos Carlos Rodriguez Saavedra & Jorge Villacorta, Lima 2000, 128 S. mit Abb.